# Nagroda im. Tadeusza Boya-Żeleńskiego
Nagroda im. Tadeusza Boya-Żeleńskiego (znana również jako Nagroda Boya) - przyznawana od 1957 roku przez Klub Krytyki Teatralnej, a następnie przez sekcję polską Międzynarodowego Stowarzyszenia Krytyków Teatralnych (AICT/IATC) z inicjatywy Romana Szydłowskiego.

## Laureaci Nagrody Boya
| Rok                                         | Laureaci               | Laudacja |
| ------------------------------------------- | ---------------------- | --- |
| 1957                                        | Kazimierz Dejmek       | za inscenizację „Święta Winkelrida” w Teatrze Nowym w Łodzi |
| 1958                                        | Krystyna Skuszanka     | za osiągnięcia w Teatrze Ludowym w Nowej Hucie |
| 1958                                        | Jerzy Krasowski        | za osiągnięcia w Teatrze Ludowym w Nowej Hucie |
| 1959                                        | Jacek Woszczerowicz    | za inscenizację i rolę tytułową w ”Ryszardzie III” Szekspira na deskach warszawskiego Teatru Ateneum |
| 1960                                        | Erwin Axer             | za osiągnięcia reżyserskie w warszawskim Teatrze Współczesnym |
| 1961                                        | Edward Csató           | za publicystykę teatrologiczną |
| 1961                                        | Gustaw Holoubek        | za kreacje aktorskie |
| 1962                                        | Wojciech Siemion       | za osiągnięcia w stylizacji ludowej |
| 1963                                        | Tadeusz Łomnicki       | za rolę Artura Ui w Teatrze Współczesnym w Warszawie |
| 1964                                        | Lidia Zamkow           | za osiągnięcia reżyserskie |
| 1965                                        | Adam Hanuszkiewicz     | za osiągnięcia reżyserskie i aktorskie w Teatrze Powszechnym w Warszawie |
| 1966                                        | Konrad Swinarski       | za inscenizację „Nie-Boskiej Komedii” |
| 1967                                        | nie przyznano          | nie przyznano |
| 1968                                        | Ludwik René            | za osiągnięcia reżyserskie |
| 1969                                        | Jan Kosiński           | za całokształt twórczości w dziedzinie scenografii |
| 1970                                        | Jerzy Jarocki          | za wybitne osiągnięcia reżyserskie ze szczególnym uwzględnieniem polskiej dramaturgii współczesnej |
| 1971                                        | nie przyznano          | nie przyznano |
| 1972                                        | Marek Okopiński        | za kierownictwo artystyczne Teatru Wybrzeże |
| 1973                                        | Zbigniew Zapasiewicz   | za wybitne osiągnięcia aktorskie |
| 1974                                        | Andrzej Wajda          | za wybitne osiągnięcia reżyserskie |
| 1975                                        | Wojciech Pszoniak      | za wybitne osiągnięcia aktorskie |
| 1976                                        | Kazimierz Dejmek       | za reżyserię „Operetki” Witolda Gombrowicza w Teatrze Nowym w Łodzi |
| 1977                                        | Tadeusz Kantor         | za inscenizację „Umarłej klasy” |
| 1978                                        | Jerzy Grzegorzewski    | za reżyserię „Wesela” w Starym Teatrze w Krakowie |
| 1978                                        | Jerzy Trela            | za rolę Jaśka w „Weselu” w Starym Teatrze w Krakowie |
| 1979                                        | Zygmunt Hübner         | za „Zemstę” w Teatrze Powszechnym w Warszawie |
| 1980                                        | Henryk Tomaszewski     | za osiągnięcia we wrocławskim Teatrze Pantomimy |
| 1981                                        | Henryk Tomaszewski     | za „Hamleta” we wrocławskim Teatrze Pantomimy |
| W latach 1982–1989 nagrody nie przyznawano. |                        | |
| 1990                                        | Sławomir Mrożek        | za twórczość dramatyczną |
| W latach 1991–2000 nagrody nie przyznawano. |                        | |
| 2001                                        | Kazimierz Kutz         | za osiągnięcia reżyserskie ze szczególnym uwzględnieniem inscenizacji dramatów Tadeusza Różewicza |
| 2002                                        | Ewa Dałkowska          | za osiągnięcia aktorskie w spektaklu „Prezydentki” Wernera Schwaba w warszawskim Teatrze Powszechnym |
| 2002                                        | Elżbieta Kępińska      | za osiągnięcia aktorskie w spektaklu „Prezydentki” Wernera Schwaba w warszawskim Teatrze Powszechnym |
| 2002                                        | Joanna Żółkowska       | za osiągnięcia aktorskie w spektaklu „Prezydentki” Wernera Schwaba w warszawskim Teatrze Powszechnym |
| 2003                                        | Jerzy Grzegorzewski    | za osiągnięcia w teatrze autorskim ze szczególnym uwzględnieniem „Morza i zwierciadła” Audena w Teatrze Narodowym |
| 2004                                        | Ignacy Gogolewski      | za kreacje aktorskie w Teatrze Narodowym |
| 2005                                        | Maja Komorowska        | za całokształt twórczości |
| 2006                                        | Zbigniew Zapasiewicz   | za kreacje aktorskie w „Kosmosie” Witolda Gombrowicza w reżyserii Jerzego Jarockiego w Teatrze Narodowym i „Zapasiewicz gra Becketta” w Teatrze Powszechnym w reżyserii Antoniego Libery                                                                 |
| 2007                                        | Anna Augustynowicz     | za osiągnięcia reżyserskie ze szczególnym uwzględnieniem „Miarki za miarkę” w warszawskim Teatrze Powszechnym |
| 2008                                        | Jan Englert            | za osiągnięcia aktorskie i reżyserskie oraz konsekwentne budowanie modelu Teatru Narodowego |
| 2009                                        | Janusz Wiśniewski      | za spektakle autorskie zrealizowane na deskach poznańskiego Teatru Nowego |
| 2010                                        | Janusz Gajos           | za wybitne osiągnięcia aktorskie w Teatrze Narodowym, w szczególności w Śmierci komiwojażera Arthura Millera w reżyserii Kazimierza Kutza i Dozorcy Harolda Pintera w reżyserii Piotra Cieślaka                                                          |
| 2011                                        | Agnieszka Glińska      | za osiągnięcia reżyserskie, w szczególności spektakle w Teatrze Narodowym (Lekkomyślna siostra Włodzimierza Perzyńskiego i Mewa Antona Czechowa), Teatrze Współczesnym (Sztuka bez tytułu Antona Czechowa) i Teatrze na Woli (Amazonia Michała Walczaka) |
| 2012                                        | Henryk Talar           | za osiągnięcia aktorskie ze szczególnym uwzględnieniem roli Prospera w Szekspirowskiej Burzy w reżyserii Igora Gorzkowskiego w Teatrze Ochoty / Studiu Teatralnym Koło                                                                                   |
| 2013                                        | Piotr Fronczewski      | za rolę tytułową w spektaklu Ja Feuerbach, który sam reżyserował na deskach Teatru Ateneum |
| 2014                                        | Andrzej Seweryn        | za kreacje aktorskie w Teatrze Polskim w Warszawie, a w szczególności role szekspirowskie. |
| 2015                                        | Włodzimierz Staniewski | za całokształt osiągnięć w Ośrodku Praktyk Teatralnych Gardzienice. |
| 2016                                        | Wojciech Kościelniak   | za wybitne osiągnięcia artystyczne, a zwłaszcza oryginalne spektakle muzyczne oparte na klasyce polskiej i światowej. |
| 2017                                        | Agata Duda-Gracz       | za wybitne osiągnięcia artystyczne w dziedzinie reżyserii i scenografii, a w szczególności konsekwentne tworzenie oryginalnego teatru autorskiego |
| 2018                                        | Krystyna Janda         | za wybitne osiągnięcia artystyczne, w tym w szczególności w sztuce monodramu |
| 2019                                        | Gołda Tencer           | za tworzenie nowych przestrzeni polskiego teatru, którego integralną częścią jest prowadzony przez nią i unowocześniany Teatr Żydowski. |
| 2020                                        | Krystian Lupa          | za osiągnięcia w sztuce teatru, ze szczególnym uwzględnieniem autorskiego spektaklu „Capri. Wyspa uciekinierów” w Teatrze Powszechnym w Warszawie. |
| 2021                                        | Jan Peszek             | za osiągnięcia w sztuce aktorskiej, z uwzględnieniem kreacji w spektaklu Minetti. Portret artysty z czasów starości Thomasa Bernharda w reżyserii Andrzeja Domalika na deskach Teatru Polonia będącej swoistą sumą jego drogi aktorskiej.                |
| 2022                                        | Piotr Cieplak          | za wybitne osiągnięcia w sztuce reżyserskiej ze szczególnym uwzględnieniem spektakli zrealizowanych w Teatrze Narodowym. |
| 2023                                        | Małgorzata Bogajewska  | za osiągnięcia w sztuce reżyserii, ze szczególnym uwzględnieniem inscenizacji klasyki. |
| 2024                                        | Jerzy Radziwiłowicz    | za kreacje aktorskie na deskach Teatru Narodowego. |